# Daniel Béguin
Daniel Béguin, né le 23 octobre 1951, est un homme politique français, vice-président du Conseil régional de Lorraine jusqu'en 2015. Il est membre du parti Les Verts et du mouvement de rassemblement écologiste Europe Écologie.

## Écologie
En 1984, « écolo et “vert” très actif » selon Le Monde, Daniel Béguin crée le Conservatoire des sites naturels lorrains sur le modèle du Conservatoire des sites alsaciens d'Antoine Waechter, et en devient le directeur. Cet organisme, reconnu d'utilité publique depuis 2010, est chargé de protéger et gérer plus de 240 sites naturels lorrains, soit plus de 3 800 hectares, en partenariat avec les collectivités.
Il s'est notamment mobilisé contre le projet de construction d'une centrale thermique au gaz à Hambach, en Moselle, en janvier 2010.

## Carrière politique
Daniel Béguin exerce une première fois la fonction de conseiller régional de 1992 à 1998 (5 Verts) puis conformément aux accords pris devant l'assemblée générale des Verts Moselle en 1998, Brigitte Renn démissionne du Conseil régional à mi-mandat et laisse sa place en juin 2001 à Daniel Béguin.
Daniel Béguin est vice-président du Conseil régional de Lorraine en (2004-2010) puis (2010-2015), chargé pour la région des questions de développement durable, de l'environnement et des énergies renouvelables. Il est par ailleurs 1er adjoint au maire à la mairie de Fénétrange (Moselle) de 2008 à 2014.
Il est candidat aux élections législatives françaises de 2007, dans la 4e circonscription de Moselle. En 2009, il est choisi comme tête de liste par Europe Écologie pour les Élections régionales françaises de 2010 en Lorraine.
En décembre 2015, il est 31e sur la liste Moselle « Écologistes, solidaires et citoyens » conduite par Sandrine Bélier, en position non éligible. Il appelle publiquement à voter pour la liste conduite par Philippe Richert rassemblant l'UMP, l'UDI et le MODEM pour faire barrage à la liste FN arrivée en tête[réf. nécessaire]. 